# Karl Mann (Jurist)
Karl Mann (* 30. September 1920 in Bockau; † 8. Juni 2010) war ein deutscher Jurist. Von 1976 bis 1985 war er Präsident des Bayerischen Obersten Rechnungshofs.

## Werdegang
Nach Studium der Rechtswissenschaft schlug Mann eine Laufbahn in der Verwaltungsgerichtsbarkeit ein. 1954 wechselte er in das Bayerische Staatsministerium des Innern. 1958 kam er an das Landratsamt Starnberg. 1963 wurde er zum Bayerischen Staatsminister für Bundesangelegenheiten nach Bonn abgeordnet, kehrte aber bald wieder in das Innenministerium zurück. Dort erfolgte 1967 seine Ernennung zum Ministerialdirigenten. Vom 1. November 1976 bis 30. September 1985 war er Präsident des Bayerischen Obersten Rechnungshofs.

## Ehrungen
- Großes Verdienstkreuz der Bundesrepublik Deutschland
- Bayerischer Verdienstorden
- Verfassungsmedaille des Bayerischen Landtags